# Aethusin
Aethusin ist ein Toxin der Hundspetersilie (Aethusa cynapium L.). Es ist ein ungesättigter Kohlenwasserstoff aus der Klasse der Polyine und strukturell eng verwandt mit dem giftigeren Cicutoxin des Wasserschierlings (Cicuta virosa L.).

## Vorkommen

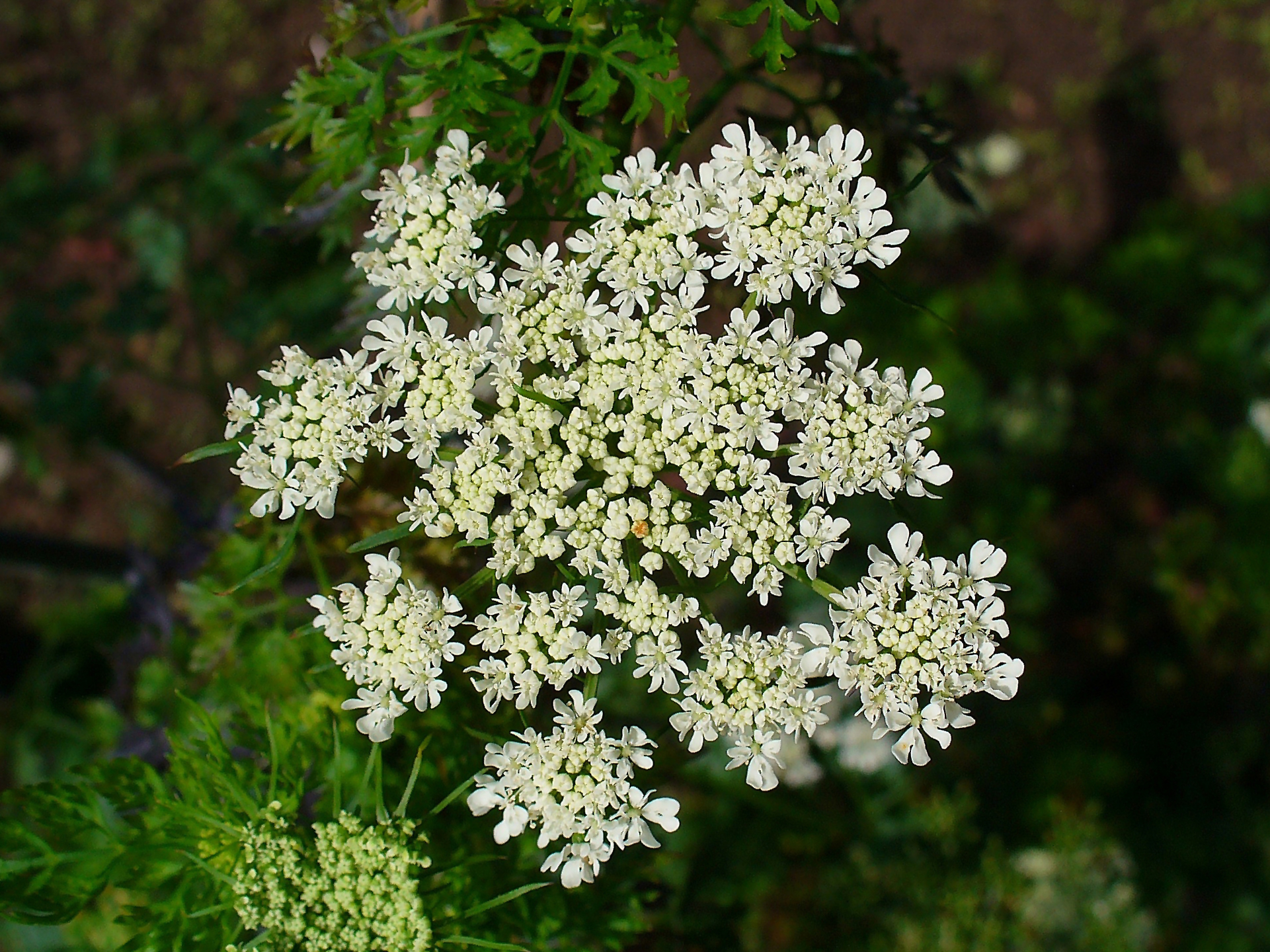
Doppeldoldiger Blütenstand der Hundspetersilie (Aethusa cynapium).

Es kommt zusammen mit anderen Polyinen in der Hundspetersilie vor. Die Gesamtmenge an Polyinen (Aethusin und andere) ist in den Wurzeln mit etwa 1 % besonders hoch. In den oberirdischen Pflanzenteilen beträgt er lediglich etwa 0,2 %. Die Verbindungen kommt auch in den Arten Peucedanum austriacum, Peucedanum carvifolia, Peucedanum rablense und Peucedanum verticillare vor.

## Herstellung
Aethusin kann aus Matricarianal hergestellt werden, indem dieses zunächst mit Propylmagnesiumbromid umgesetzt und dann mit para-Toluolsulfonsäure dehydratisiert wird.